# ラ岬

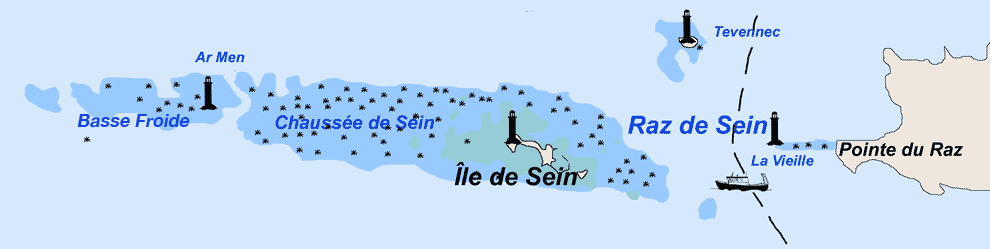
岬沖の灯台の配置図

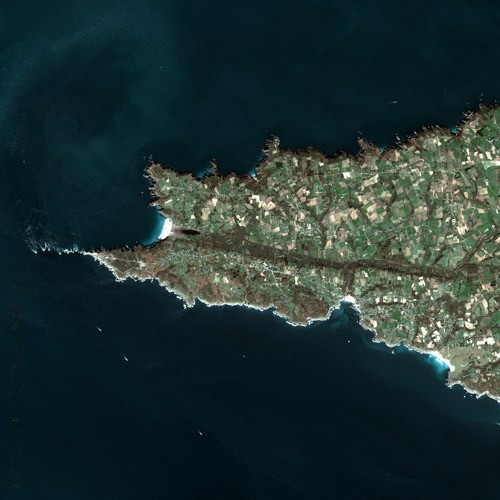
衛星写真

ラ岬（ラみさき、仏: Pointe du Raz）は、フランスのブルターニュ西端から大西洋に突き出す岬。

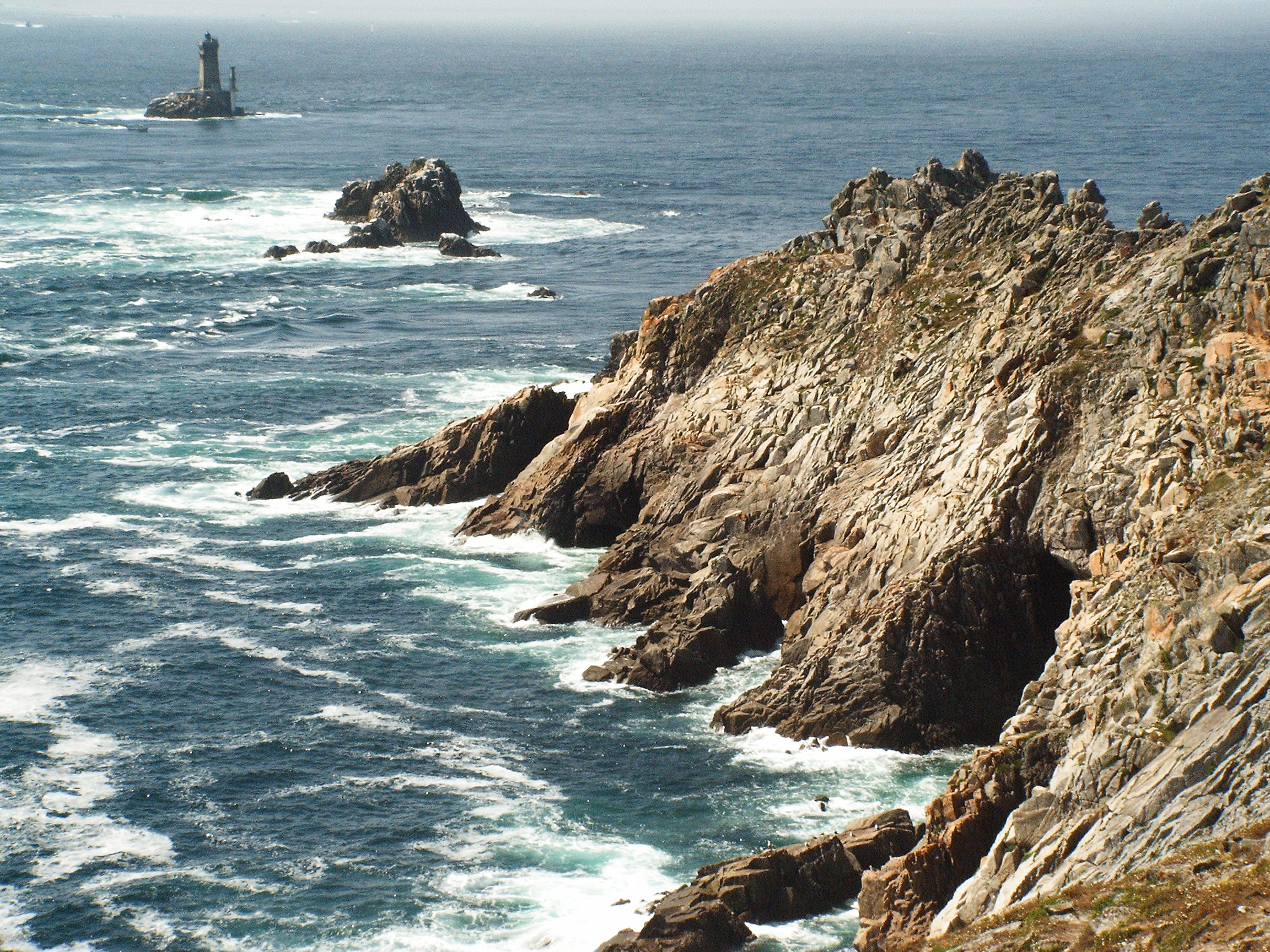
ラ岬

フィニステール県のコミューン、プロゴフに属す。サン島との間の水域を指す「ラ・ド・サン」 (Raz de Sein) にちなんで名づけられ、地元のブルトン語ではBeg ar Razと呼ばれる。波が打ちつけ強風が吹きすさぶドラマチックな地で、岬の先にはラ・ヴィエイユ灯台がそびえる。
フランスの最西端はこの真北にあるコルサン岬だが、この隔絶性から人気の観光地となっている（このことはイギリス南部のランズ・エンド岬とも通じるものがある）。